# Bedömning för lärande
Bedömning för lärande är ett förhållningssätt, en pedagogik, där eleverna vid början av en studiedel får veta vad de förväntas lära sig.  Pedagogen börjar arbetet med att tillsammans med eleven förstå vad eleven redan vet om ämnet samt för att identifiera luckor eller missuppfattningar. När studierna fortgår arbetar eleven och pedagogen tillsammans för att bedöma elevens kunskap, vad eleven behöver lära sig för att förbättra och utvidga sin kunskap, och hur eleven på bästa sätt kan uppnå detta. Bedömning för lärande sker i alla steg av läroprocessen. 

## Syftet med bedömning för lärande
Det är av stor vikt att förstå skillnaden mellan bedömning av lärande och bedömning för lärande. Syftet med bedömning för lärande beskrivs i sex punkter:
- Framåtblickande. Används för att bestämma nästkommande steg i lärande och undervisning.
- Intressenter av bedömningen är eleverna och pedagogerna själva.
- Bedömningen sker kontinuerligt snarare än periodiskt.
- Användning av specifika ord för att ge återkoppling, snarare än betygsskalor.
- Relaterar till elevens progression snarare än om eleven uppnått vissa kriterier.
- Essentiellt att involvera eleven.

## Principer för bedömning för lärande
United Kingdom Assessment Reform Group identifierar fem principer för bedömning för lärande:
1. Ge studenter effektiv feedback.
2. Engagera studenter aktivt i sin egen läroprocess.
3. Anpassa undervisning efter bedömningsresultat.
4. Förstå bedömningens fundamentala effekt på studenters motivation och självkänsla, som båda starkt påverkar inlärning.
5. Elever behöver bedöma sig själva och förstå hur de kan förbättra sig.